# Sonic the Hedgehog Triple Trouble
Sonic the Hedgehog Triple Trouble, на территории Японии известная как Sonic & Tails 2 (яп. ソニック＆テイルス２ Соникку андо Тэирусу 2, рус. Соник и Тейлз 2) — видеоигра серии Sonic the Hedgehog в жанре платформер, изданная компанией Sega для портативной консоли Game Gear в ноябре 1994 года. Позже проект был портирован на игровые платформы нескольких поколений и входил в состав некоторых сборников.
Sonic Triple Trouble является сиквелом Sonic Chaos (Sonic & Tails в Японии). По сюжету главные герои игры, ёж Соник и лис Тейлз, собирают на Южном Острове Изумруды Хаоса, которые были разбросаны доктором Роботником во время тестирования своего нового изобретения. Игровой процесс практически не отличается от предыдущих частей серии: игрок должен пройти ряд уровней, собирая по пути золотые кольца и атакуя врагов.
Игра была создана компанией Aspect при поддержке Sega. После выхода Sonic Triple Trouble получила в основном положительные отзывы от прессы. Из достоинств проекта журналисты называли графику и небольшие нововведения в геймплее, но критиковали низкий уровень сложности. Несмотря на оценки, платформеру не удалось завоевать должной популярности среди поклонников из-за небольшой популярности Game Gear. В 1996 году вышел сиквел под названием Sonic Blast (G Sonic).

## Игровой процесс

Соник на уровне «Great Turquoise Zone». Игровой процесс Sonic Triple Trouble не потерпел существенных изменений по сравнению с предыдущими играми серии

Sonic the Hedgehog Triple Trouble является жанровым платформером, выполненным в двухмерной графике. По сюжету доктор Роботник снова захватил Изумруды Хаоса, однако во время тестирования нового ядерного оружия произошло замыкание, в результате чего Изумруды вновь рассеялись по всему острову. Главные герои, ёж Соник и лис Тейлз, отправляются на поиски этих камней. Однако, к изумрудам проявляют интерес Фэнг Снайпер, который хочет получить за них деньги, и ехидна Наклз.
В Sonic Triple Trouble присутствует возможность играть как за самого Соника, так и за лисёнка Тейлза. Геймплей практически не изменился по сравнению с предыдущими частями серии: персонажу игрока предстоит пройти шесть игровых зон («Great Turquoise», «Sunset Park», «Meta Junglira», «Robotnik Winter», «Tidal Plant» и «Atomic Destroyer»), каждая из которых поделена на три акта и заполнена врагами-роботами — бадниками (англ. Badnik). Врагов можно атаковать путём сворачивания в колючий клубок в прыжке, либо с помощью приёма spin dash, разгоняясь на месте и атакуя скоростным ударом в перекате. На уровнях разбросаны золотые кольца, служащие защитой от врагов, а при сборе которых в 100 штук персонажу даётся дополнительная жизнь. Если у игрока нет хотя бы одного кольца, то его персонаж гибнет при столкновении с роботами или опасными предметами — например, шипами. В противном случае, Соник или Тейлз теряет часть собранных колец. Кроме колец, на уровнях разбросаны многочисленные бонусы, хранящиеся в специальных мониторах — например, временная неуязвимость или дополнительная жизнь. Прохождение каждого акта ограничено десятью минутами; в зависимости от затраченного на прохождение времени в конце акта игроку присуждаются бонусы в виде дополнительных очков, колец, или жизни. В случае смерти персонажа игра начинается либо заново, либо с контрольной точки. Для завершения прохождения на первых двух актах необходимо коснуться таблички с изображением Роботника; в конце третьего акта проходит битва с боссом — самим Роботником, ехидной Наклзом, или роботами-бадниками. Кроме основной игры, в Sonic Triple Trouble доступны режимы «Time Attack», в котором предлагается прохождение уровней за минимальное время, и «Sound Test», где можно послушать музыку.
В игре также представлены особые уровни («Special Stage»), предназначенные для сбора Изумрудов Хаоса. Действие первого, третьего и пятого уровней проходит в лабиринте, а во втором и четвёртом — в воздухе на самолёте «Торнадо». Чтобы попасть на особый уровень, игроку необходимо на уровне собрать 50 колец и уничтожить монитор с изображением изумруда. В лабиринтах игроку необходимо остерегаться Фэнга Снайпера, который мешает Сонику и Тейлзу получить Изумруды Хаоса, а во время полёта — главным героям нужно уворачиваться от мин и бомб, которые могут замедлить скорость бега. В случае удачного прохождения персонаж получает камень, а игроку начисляют дополнительные очки за собранные кольца. В игре шесть Изумрудов Хаоса, последний из которых необходимо получить после битвы с Фэнгом.

## Разработка и выход игры
Как и предыдущие части серии для портативных консолей — Sonic the Hedgehog 2 и Sonic Chaos — Sonic Triple Trouble разрабатывала компания Aspect. Несмотря на заимствованный игровой процесс из вышеупомянутых игр, создатели платформера внесли множество нововведений и разви́ли концепцию предыдущих частей серии Sonic the Hedgehog. Так, в этом проекте появилось меню «Sound Test», где представлена вся музыка из игры и звуковые эффекты. Кроме того, Sonic Triple Trouble стала первой в серии, где персонаж в случае получения урона теряет часть собранных колец, а не все сразу. Специальные уровни были представлены как в двухмерной, так и трёхмерной графике. В платформере впервые появился персонаж Фэнг Охотник, а также впервые для консоли ехидна Наклз.
Игра демонстрировалась на выставке Sega Gamer’s Day, которая проводилась в июне 1994 года в городе Сан-Франциско. Релиз Sonic Triple Trouble по всему миру состоялся в ноябре того же года. Игра вышла только для портативной консоли Game Gear, а версия для Master System официально никогда не разрабатывалась и не издавалась. Существует множество портов Sonic Triple Trouble на консоли различных поколений. В 2003 году игра вошла в Sonic Adventure DX: Director’s Cut для консоли GameCube и PC-совместимых компьютеров под управлением Windows как открываемая мини-игра и была включена в состав сборника Sonic Gems Collection. В 2013 году платформер был выпущен для консоли Nintendo 3DS в сервисе eShop.

## Оценки и мнения
| Сводный рейтинг       | Сводный рейтинг |
| Агрегатор             | Оценка          |
| --------------------- | --------------- |
| GameRankings          | 64,67 %         |
| MobyRank              | 83/100          |
| Иноязычные издания    |                 |
| Издание               | Оценка          |
| AllGame               | [ 16 ]          |
| Famitsu               | 21/40           |
| ONM                   | 64 %            |
| Sega Magazine         | 71/100          |
| SegaPro               | 71 %            |
| The Video Game Critic | A               |

Sonic the Hedgehog Triple Trouble получила в основном положительные отзывы от критиков. По данным сайта MobyGames, средняя оценка платформера составляет 83 балла из 100 возможных. В 2012 году сайт GamesRadar поместил платформер на 2-е место в списке «Лучших игр для Sega Game Gear всех времён». Несмотря на отзывы, игре не удалось завоевать должной популярности из-за плохих продаж портативной приставки. Однако переизданию для Nintendo 3DS удалось в марте 2012 года занять первое место по итогам продаж в сервисе eShop, обойдя в том числе такие проекты как Super Mario Bros. и Super Mario Land 2: 6 Golden Coins.
В редакции Sega Magazine положительно оценили проект Sonic Triple Trouble, похвалив графику, но было отмечено, что игра «проста для прохождения». С этим мнением согласился и представитель журнала GamePro. Ему понравились нововведения в геймплее, например, возможность управлять подводной лодкой Тейлза, но низкий уровень сложности, по его словам, уменьшает длительность прохождения игры, а наличие замедления скорости бега персонажей приводит к «дешёвым смертям». В обеих рецензиях платформер был назван «приятным», которому тем не менее не хватает чего-то нового. Коллектив японского издания Famitsu оценили Sonic Triple Trouble  в 21 балл из 40 возможных.
Негативные отзывы игра получила в 2005 году после выхода сборника Sonic Gems Collection, частью которого являлась Sonic Triple Trouble. Том Бромвелл из Eurogamer в обзоре писал, что в какие-то моменты он находил проект «терпимым», но всё равно критично о нём отозвался. Представитель сайта GamesRadar назвал игру «достаточно компетентной, но не менее утомительной», а Хуан Кастро из IGN — «не выдающейся». Положительный отзыв о платформере оставил Райан Дэвис из GameSpot. Несмотря на проблему с эмуляцией, Sonic Triple Trouble, по его словам, будучи разработанной позднее, не столь технически ограничена и поэтому больше похожа на обычный Сониковский сайд-скроллер.

### Влияние
Сюжет Sonic the Hedgehog Triple Trouble был адаптирован в комиксе Sonic the Hedgehog от Archie Comics (Specials: Sonic Triple Trouble), вышедшем в августе 1995 года. Впервые в серии для портативной консоли были представлены такие персонажи, как ехидна Наклз и Фэнг Снайпер. Впоследствии они появлялись в следующих частях серии; также Фэнг Снайпер появился в качестве камео в игре Sonic Generations на уровне «City Escape».
В 1996 году состоялся релиз сиквела Sonic Blast (G Sonic в Японии). По сюжету игры заклятые враги — ёж Соник и ехидна Наклз — объединяются, чтобы собрать Изумруды Хаоса и противостоять злодею доктору Роботнику, который, с помощью силы этих камней, хочет укрепить свою базу на Южном Острове. Проект примечателен своей отрендеренной графикой, которая придаёт эффект трёхмерности, и тем, что на момент выхода Sonic Blast являлась одной из последних игр, разработанных для консоли Game Gear.
В августе 2022 года вышел неофициальный ремейк игры под названием Sonic the Hedgehog: Triple Trouble 16-bit от независимого разработчика Ноа Копленда для платформ Windows, MacOS и Android. Игра разработана с помощью движка GameMaker и имитирует стиль 16-битных игр про Соника. Копленд вдохновился созданием ремейка после прохождения оригинальной игры, решив что это «хорошая классическая игра про Соника, не раскрывшая потенциал из-за 8-битных ограничений».